# 阿馬卡亞庫國家自然公園

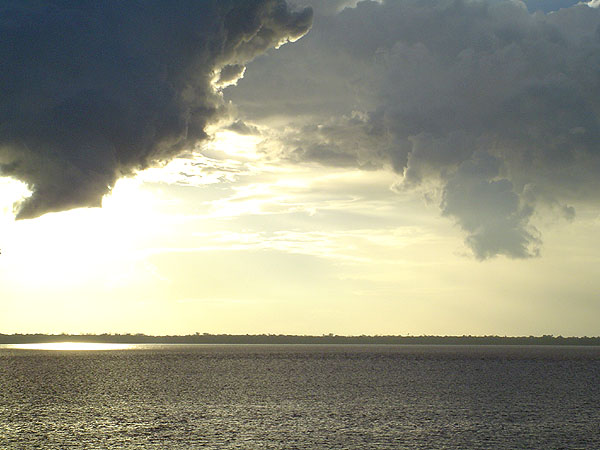

阿馬卡亞庫國家自然公園（西班牙語：Parque nacional natural Amacayacu），是哥倫比亞的國家公園，位於該國東南部亞馬遜省，成立於1975年，面積2,935平方公里，該地區有約150種哺乳類動物和500種鳥類。